# Julius Aghahowa
Julius Aghahowa (* 12. Februar 1982 in Benin City) ist ein ehemaliger nigerianischer Fußballspieler.

## Verein
Aghahowa begann seine Karriere 1997 beim nigerianischen Verein Bendel Insurance. Dort spielte er allerdings nur zwei Jahre, ehe er zum tunesischen Top-Verein Espérance Tunis wechselte. Aber auch dort hielt es ihn nicht lange und unterschrieb einen Vertrag bei dem ukrainischen Top-Verein Schachtar Donezk, der am 1. Januar 2000 in Kraft trat. Dort wurde er drei Mal ukrainischer Meister (2002, 2005 und 2006) und gewann den ukrainischen Pokal. Am 30. Januar 2007 wechselte er zum englischen Premier-League-Klub Wigan Athletic, für den er allerdings in eineinhalb Jahren kein einziges Tor erzielen konnte.
Für geschätzte 1 Mio. Euro Ablösesumme wurde er am 20. Juli 2008 durch Kayserispor unter Vertrag genommen. Am 5. Oktober 2008 verhalf er seiner Mannschaft mit seinem Hattrick zu einem überraschenden 4:1-Auswärtserfolg gegen den Vizemeister Fenerbahçe Istanbul.
Im Juli 2009 kehrte er zu Schachtar Donezk zurück. Zur Saison 2010/11 war er an den PFK Sewastopol ausgeliehen. Nach seiner Rückkehr wurde er nur noch in der zweiten Mannschaft Schachtars eingesetzt und beendete im Jahr 2012 seine Karriere.

## Nationalmannschaft
Mit der nigerianischen Nationalmannschaft nahm er an der WM 2002 in Japan und Südkorea teil, bei der er vor allem durch seinen akrobatischen Torjubel mit mehreren Vorwärtssalti beim 1:2 gegen Schweden auffiel. Außerdem nahm er mit Nigeria an vier Afrika-Cups teil, bei denen er einmal Zweiter (in Ghana und Nigeria 2000) und dreimal jeweils Dritter wurde (in Mali 2002, in Tunesien 2004 und in Ägypten 2006). Bisher absolvierte Aghahowa 32 Spiele für Nigeria und erzielte dabei 14 Tore.

## Erfolge
- Tunesische Meisterschaft: 2000
- Ukrainische Meisterschaft: 2002, 2005, 2006
- Ukrainischer Pokal: 2001, 2002, 2004
- Teilnahme an der WM 2002 (3 Einsätze/1 Tor)
- Teilnahme am Afrika-Cup 2000 (4 Einsätze/3 Tore)
- Teilnahme am Afrika-Cup 2002 (5 Einsätze/3 Tore)
- Teilnahme am Afrika-Cup 2004 (3 Einsätze)
- Teilnahme am Afrika-Cup 2006 (3 Einsätze)
- Torschützenkönig beim Afrika-Cup: 2002